# Organisation territoriale de la Slovaquie
L’organisation territoriale de la Slovaquie repose depuis 1996 sur huit régions (« kraje ») et 79 districts (« okresy »). Eurostat définit une nomenclature d'unités territoriales statistiques pour la Slovaquie. Elle ne définit cependant pas de premier niveau statistique qui recouvre la totalité du territoire slovaque.

## Oblasti(NUTS 2)
Le premier niveau défini par Eurostat en Slovaquie est l’oblasť qui correspond au second niveau NUTS.
| NUTS 1 | Région                | Libellé slovaque   | Composition                          |
| ------ | --------------------- | ------------------ | ------------------------------------ |
| SK 01  | Bratislava            | Bratislavská       | Région de Bratislava                 |
| SK 02  | Slovaquie occidentale | Západné Slovensko  | Régions de Trnava, Trenčín et Nitra  |
| SK 03  | Slovaquie centrale    | Stredné Slovensko  | Régions de Žilina et Banská Bystrica |
| SK 04  | Slovaquie orientale   | Východné Slovensko | Régions de Prešov et Košice          |

## Région administrative (NUTS 3)

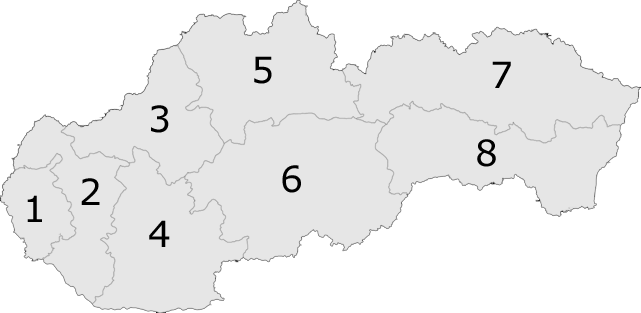
Régions de Slovaquie.

La Slovaquie est divisée en huit régions NUTS 2 qui portent le nom de leur chef-lieu
| N° | Région          | Population | Superficie (km2) | Densité |
| -- | --------------- | ---------- | ---------------- | ------- |
| 1  | Bratislava      | 603 699    | 2 052,6          | 294,11  |
| 2  | Trnava          | 554172     | 4 172,2          | 132,76  |
| 3  | Trenčín         | 600 386    | 4 501,9          | 133,36  |
| 4  | Nitra           | 708 498    | 6 343,4          | 111,69  |
| 5  | Žilina          | 694 763    | 6 808,4          | 102,04  |
| 6  | Banská Bystrica | 657 119    | 9 454,8          | 69,50   |
| 7  | Prešov          | 798 596    | 8 974,5          | 88,98   |
| 8  | Košice          | 771 947    | 6 751,9          | 114,33  |

### Politique
Les membres du conseil régional sont élus tous les quatre ans depuis 2001. Le président de la région est également élu ; il doit obtenir 50 % des suffrages, dans le cas opposé, un second tour est organisé.
| Région                    | Sièges |
| ------------------------- | ------ |
| Région de Bratislava      | 44     |
| Région de Trnava          | 40     |
| Région de Trenčín         | 45     |
| Région de Nitra           | 54     |
| Région de Žilina          | 57     |
| Région de Banská Bystrica | 49     |
| Région de Prešov          | 62     |
| Région de Košice          | 57     |

## Districts administratifs (LAU 1)

Districts de Slovaquie.

Chaque région est elle-même divisée en districts (Okres) LAU1. On en compte actuellement 79.

## Divisions administratives inférieures (LAU 2)
Les districts sont divisés en 138 villes avec à leur tête un « primator » et en 2 753 communes rurales avec à leur tête un « starosta ». LAU 2
Les villes de Bratislava et Košice sont elle-même divisées en « quartiers » avec à leur tête un « starosta ».
La plus petite unité administrative en Slovaquie est le territoire cadastral. Il correspond souvent à un village ou un quartier de ville.

## Historique du découpage administratif

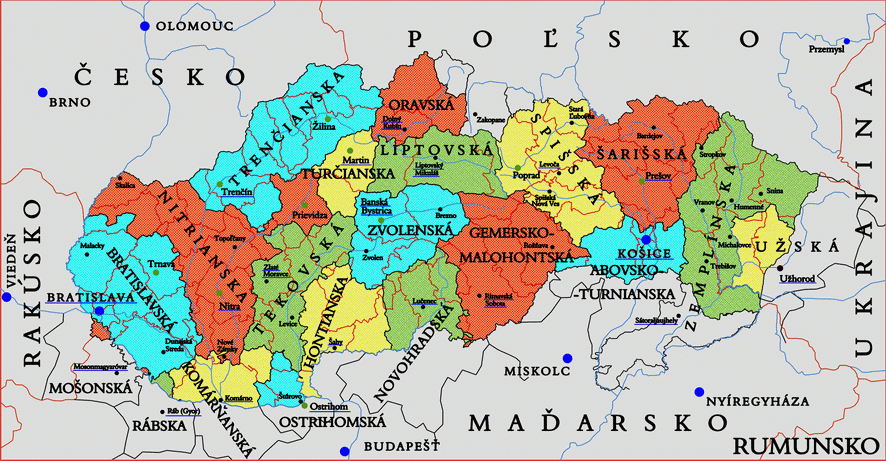
Comitat de Slovaquie (en 1918).

Avant 1949, le territoire était divisé en comitats, depuis la création de la Grande-Moravie au IXe siècle.
À partir du 1er janvier 1949, les régions sont créées mais en nombre plus restreint. La partie orientale de la Tchécoslovaquie était composée des régions de Bratislava, Banská Bystrica, Košice, Nitra, Prešov et Žilina.
Le 30 juin 1960, un nouveau découpage est mis en application. On ne compte plus que quatre grandes régions, qui correspondent au découpage statistique évoqué ci-dessus. On reviendra brièvement entre le juillet 1969 au 28 décembre 1970 au précédent découpage mais c'est seulement le 24 juillet 1996 que ce découpage est abandonné au profit de l'actuel.